# لایوش توت
لایوش توت (مجاری: Lajos Tóth; ۲۵ اوت ۱۹۱۴ – ۲۴ اوت ۱۹۸۴) ژیمناست هنری اهل مجارستان بود.
وی در مسابقات کشوری و بین‌المللی در مجموع برندهٔ ۱ مدال برنز شده‌است.